# Nadjafgulu Ismayilov
Nadjafgulu Ismayilov,  (en azéri : Nəcəfqulu Əbdülrəhim oğlu İsmayılov, né le 15 mars 1923 à Bakou et mort le 25 mars 1990 dans la même ville, est un peintre, caricaturiste et illustrateur azerbaïdjanais, artiste émérite de la RSS d'Azerbaïdjan (1963). Il est le père de l'organiste Rena Ismayilova.

## Biographie
En 1936-1940, il étudie à l'École nationale d'art d'Azerbaïdjan. En raison du déclenchement de la Seconde Guerre mondiale, il ne peut poursuivre ses études supérieures.

## Œuvre
L'artiste travaille comme graphiste et peintre tout au long de sa carrière. De 1952 à 1979, il crée des dessins animés, des caricatures et d'autres œuvres graphiques pour le magazine satirique Kirpi, travaille sur des peintures et des affiches, dessine des illustrations pour les histoires de Djalil Mammadguluzade et Hop-hop-name de Mirza Alakbar Sabir.
La peinture de chevalet de Nadjafgulu Ismayilov comprend un certain nombre d'œuvres dans les genres du portrait, de la nature morte. Le genre du portrait tient une place importante dans son travail. Parmi ses œuvres de ce genre figurent :
- Gubali Fatali Khan (1947),
- General Hazi Aslanov (1949),
- Sara Achurbeyli (1951),
- Poète Mirza Ali Mojuz (1954),
- Écrivain Abdulla Shaig (1955),
- Mère (1967),
- Écrivain Jalil Mammadguluzade (1967),
- Poète Samad Vurgun (1967),
- Académicien Mikayil Useynov (1972),
- Sattar Bahlulzade (1973),
- Uzeyir Hadjibeyov (1975),
- Nasireddin Tusi et d’autres.

Les travaux créés par l'artiste dans le genre des peintures d'intrigue et des paysages comprennent:
- Grand-Opéra (1960),
- Rue de la vieille-ville (1960),
- Bonheur (1970),
- Peintre réaliste et d'autres.

Il reflète son attitude envers les situations négatives dans ses caricatures Gérant de ferme attentionné, Voilà comment est la vraie plaque d'honneur, Enfin on s’est mis d’accord, Sans commentaire et d'autres. En 1958, l'artiste crée le tableau historique L'exécution de Nasimi.
Nadjafgulu Ismayilov créé des portraits d'un certain nombre de personnalités culturelles, travaille sur les charges d'amitié de Tahir Salahov, Mikayil Abdullayev, Fikret Amirov, Djalal Garyagdi, Bachir Safaroglu et d'autres.
À partir des années 1940, Nadjafgulu Ismayilov participe à des expositions d'art organisées dans la république et à Moscou. Des expositions individuelles ont été ouvertes à Bakou, Moscou et Leningrad, où plusieurs albums de ses photos et illustrations de livres ont été exposés. En 1970-1982, l'artiste réalise des bas-reliefs en cuivre de Muhammad Fuzuli, Mirza Alakbar Sabir et Uzeyir Hadjibeyov. Ses œuvres ont été exposées en Allemagne, au Canada, au Liban,  Russie et d'autres pays.